# Anna Euphrosine Mogen
Anna Euphrosine Mogen, gebürtig Pachelbl von Gehag (* 17. August 1686 in Ansbach; † 24. Juli 1748 in Gießen) war eine deutsche Barock-Schriftstellerin und Historikerin.

## Leben
Mogen war die Tochter von Wolfgang Gabriel Pachelbl von Gehag und Anna Euphrosine (geb. Hammerschmidt). Mogens Vater war Geheimrat in Ansbach und verfasste zahlreiche Schriften zu den Themen Staatsrecht und Geschichte. Zudem unterhielt er mit verschiedenen bedeutenden Zeitgenossen, darunter Leibniz, einen Briefwechsel. 1711 fand die Hochzeit mit Jeremias Lorenz Mogen – Advokat in Gießen, später Kanzleidirektor – statt.
In Gottlieb Siegmund Corvinus’ Frauenzimmer-Lexicon von 1739 wird Mogen als eine „recht gelehrte Dame“ beschrieben. Sie war nicht nur in der Oratorie, Historie und Philosophie versiert; sie beschäftigte sich auch mit Geschichte und Numismatik. Zudem sei sie eine „galante und sinnreiche Poetin [...] in gebundener [und] ungebundener Rede“.

## Werk (Auswahl)
Insgesamt kann Mogen als eine am gesellschaftlichen Leben interessierte Frau charakterisiert werden. Dies spiegelt sich in ihren unterschiedlichen Gelegenheitsgedichten auf aktuelle politische und gesellschaftliche Ereignisse wider.
So hat Mogen viele einzeln gedruckte Gelegenheitsgedichte verfasst; darunter auch eines auf das 50-jährige Jubiläum der Regierung Ernst Ludwigs von Hessen-Darmstadt.
- Gedicht auf das 50-jährige Jubelfest der Regierung Ernst Ludwigs von Hessen-Darmstadt. Gießen: 1738.

Des Weiteren sind zwei von Mogen verfasste Grabschriften überliefert:
- Grabschrift auf Dorothea Magdalena Marschalck von Ebneth, in Prosa verfasst und in der Vorrede von Georg Christian Lehms' Katalog Teutschlands galante Poetinnen enthalten[6]
- Grabschrift auf L. Meelführer[7]

Diese beiden Schriften werden vom anonymen Autor von Das Neueste von historisch- und politischen Sachen als so herausragend gepriesen, „dass ich [i. e. der Autor] zweiffelhafft verbleiben muß / ob es von der allerberühmtesten und gelehrtesten Feder besser zu machen sey“. Der Autor schreibt, er habe seit zwei Jahren Briefkontakt mit Mogen und druckt einer ihrer Briefe ab. In diesem in Kurrentschrift verfassten Brief, ist von einem Carmen auf die Geburt des neuen Erbprinzen von Brandenburg-Ansbach (wohl Karl Wilhelm Friedrich) die Rede. Ein Druck dieses Gedichts konnte jedoch bislang nicht gefunden werden.
In Georg Christian Lehms Katalog finden sich weitere Gedichte:
- Da bey längst-gehoffter Zeit, S. 133–35. Ein Gedicht auf die Hochzeit des Ansbacher Markgrafen Wilhelm Friedrich und Christiane Charlotte von Württemberg-Winnental. Die Heirat fand am 28. August 1709 statt.
- Daß ihrem Ursprung nach die Seelen Göttlich seyn, S. 135–37. Gedicht in acht Strophen. Inhaltlich behandelt Mogen darin die Herkunft der Seele aus dem Göttlichen sowie das Verhältnis von Seele und Verstand.